# Nágocs
Nágocs (németül: Nagotsch) község Somogy vármegyében, a Tabi járásban.

## Fekvése
A körülbelül 620 lakosú község a külső-somogyi dombvidék központi részén fekszik, a Balatontól 25, Kaposvártól 35 kilométer távolságra. Szomszédai északon Kapoly, nyugaton Andocs, délen Somogyacsa, keleten Zics, Miklósi és Kára.
Központján észak-déli irányban egy öt számjegyű mellékút, a 65 115-ös út húzódik végig, nyugat felől Andoccsal és a Kaposvár-Szántód közti 6505-ös úttal a 6522-es út, kelet felől Ziccsel a 6523-as út köti össze. Közigazgatási határának keleti szélét érinti még a Szorosadtól Kapolyig húzódó, a 6508-as és 6511-es utakat összekötő 6516-os út is.
A falu területe kb. 4000 katasztrális hold. A határ hosszúsága 12 kilométer, szélessége csak 2–3 kilométer az észak-déli irányban húzódó dombvonulatok miatt.
Legmagasabb pontja 245 méterrel van a tengerszint felett, a legmélyebb 153 méterrel. A dombhátak enyhén a Nagy-Koppány folyóvölgye felé lejtenek.
A község a két fő dombvonulat közötti völgyben helyezkedik el, a Nágocsi-patak forrásvidékén.

## Története
A kedvező földrajzi adottságoknak köszönhetően a falu területe évezredek óta lakott hely. Már az őskori ember is megtelepült itt. Ezt bizonyítják a község határában feltárt kő-, bronz-, és vaskori leletek is.1935-ben az i. e. III. évezredből származó, újkőkori telep nyoma és egy kőbalta került elő. A 16X11 cm-es nyéllyukas kőbalta azt mutatja, hogy az itt élő ember már megtanulta a kövek csiszolását és átfúrását.
Az i. e. II. évezredben a bronzművesség elterjedése miatt a kőeszközök használata fokozatosan háttérbe szorult. 1858-ban három bronztálat találtak a szőlőhegyen, melynek korát akkor nem lehetett megállapítani. Érdekesség: az említett három bronztálat a Magyar Nemzeti Múzeumba vitték, de sajnos elvesztek.
Az i. e. I. évezredben a vas felhasználásával jutott először az emberiség kezébe tömegesen előállítható és megbízható eszköz. Ebből az időből ismerjük először név szerint a Nágocs vidékén megtelepedett népeket: a keltákat és az illíreket. A lovakkal és harci kocsikkal rendelkező harcosok az i. e. II. évszázadban nyomultak be a Délkelet-Dunántúlra. Nágocson több lelet is őrzi a kelták emlékét: urnasír, fegyver, használati és dísztárgyak. Az urnasír 1927-ben került a felszínre. A kelták eredetileg csontvázas sírokba temetkeztek, a hamvasztást a leigázott illírek hatására terjedt el a hódítók között. Az elégetett halott maradványait nagyobb urnába gyűjtötték. Az urna mellé egy cserépedényt is helyeztek, amelybe vagy a halott értékeit vagy élelmet raktak. A nágocsi edény fazekaskoronggal készült, alacsony vállú, széles szájú és kihasasodó formájú volt. Két vaskardot is tettek a sírba, az egyiket érdekes módon kétszer is meghajlították, a kardhoz csavart kardkötő lánc is tartozott.
Nágocs Árpád-kori település, mely már a tatárjárás előtt is fennállt. Nevét már 1138-ban villa Nagasu alakban, majd 1264-ben villa Nagach írásmóddal említették az oklevelek. 1208-1290 között Nágocs a Győr nemzetség Óvári-Kéméndi ágának birtoka volt. 1230-ban az Osl nemzetségbeli Osli ispánnak és az ugyane nembeli Móricnak is, aki azonban itteni földjeit még 1230 előtt a csomai egyháznak adományozta.
1450-ben a Tolna vármegyei Daróvár tartozékai közé tartozott, majd 1536-ban a Dombai családé volt. Az 1573-1574 évi török kincstári adólajstromban 30 házzal vették fel, 1580-ban pedig 32 házát írták össze a török adószedők. 1598-1599-től a Zichy család volt földesura. 1715-ben végzett összeíráskor mindössze 5 háztartást írtak benne össze. Nágocs 1788. január 31-én és 1792. augusztus 2-án Nágocs országos vásárok tartására is szabadalmat nyert.
A 20. század elején báró Rubidó Zichy Ivánnak volt itt nagyobb birtoka és szép kastélya, melynek földszintes része régibb építésű, míg az emeletes részt Zichy Nepomuki János 1820 körül építtette. A 20. század elején itt majd 2000 kötetes régi könyvtár is volt, a Zichy, az Erdődy és Rubidó családok egykorú arcképfestményeivel, régi berakott és faragott bútorokkal, régi ezüstveretű török nyergekkel és lószerszámokkal.
A 20. század elején Somogy vármegye Tabi járásához tartozott.
1910-ben 1142 lakosából 1004 magyar, 138 német volt. Ebből 834 római katolikus, 279 református, 13 evangélikus és 13 izraelita volt.
Nágocshoz tartozott Jutom-, Csillag- és Tomé puszta is, valamint a Nágocs és Miklósi között fekvő Kovászna helység is.

### Jutom puszta
Jutom puszta nevét 1397-ben Juton, 1450-ben Juthey alakban említették az oklevelek, a Tolna vármegyei Daróvár tartozékaként. 1726-os összeíráskor Gyutom néven, Zichy Ádám birtokaként szerepelt.

### Tomé puszta
Tomé puszta neve 1726-ban már szerepelt az oklevelekben, ekkor Zichy Ádám birtoka volt.

### Kovászna
Kovászna nevét az 1583 évi adólajstrom Nágocs és Miklósi között említette, mely ekkor osztopáni Perneszy András birtoka volt.

## Közélete

### Polgármesterei
- 1990–1994: Ifj. Horváth Pál (független)[4]
- 1994–1996: Ifj. Horváth Pál (független)[5]
- 1996–1998: …
- 1998–2002: Dr. Pap Imre (független)[6]
- 2002–2006: Pál Imréné (független)[7]
- 2006–2010: Pál Imréné (független)[8]
- 2010–2014: Dr. Pap Imre (független)[9]
- 2014–2019: Kiss Szilveszter (független)[10]
- 2019–2024: Simor Ákos (független)[11]
- 2024– : Horváth István (független)[1]

A településen 1996. április 14-én időközi polgármester-választás zajlott.

## Népesség
A település népességének változása:
| Lakosok száma | 656  | 639  | 687  | 621  | 603  | 565  | 587  |
|               | 2013 | 2014 | 2015 | 2021 | 2022 | 2023 | 2024 |

A 2011-es népszámlálás során a lakosok 81,7%-a magyarnak, 2,5% cigánynak, 2,2% németnek mondta magát (17,1% nem nyilatkozott; a kettős identitások miatt a végösszeg nagyobb lehet 100%-nál). A vallási megoszlás a következő volt: római katolikus 41,2%, református 8,8%, evangélikus 1,3%, görögkatolikus 0,1%, felekezet nélküli 14,9% (26,5% nem nyilatkozott).
2022-ben a lakosság 86,9%-a vallotta magát magyarnak, 3,8% németnek, 2,3% cigánynak, 0,5% románnak, 0,2% szerbnek, 2,5% egyéb, nem hazai nemzetiségűnek (11,4% nem nyilatkozott; a kettős identitások miatt a végösszeg nagyobb lehet 100%-nál). Vallásuk szerint 29,4% volt római katolikus, 6,3% református, 1,3% evangélikus, 0,3% görög katolikus, 6,5% egyéb keresztény, 0,5% egyéb katolikus, 13,8% felekezeten kívüli (42% nem válaszolt).

## Nevezetességei
- Zichy-kastély

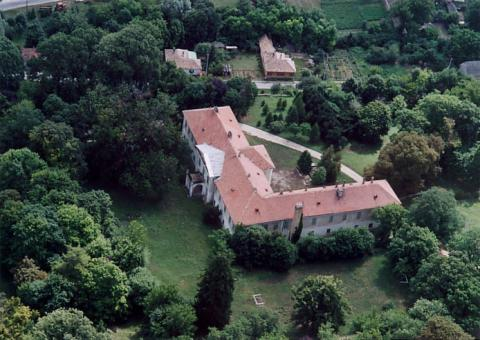
A Zichy-kastély légi felvételen

- Római katolikus templomát - 1757-ben Zichy József építtette, később báró Rubidó Zichy Iván restauráltatta és új toronnyal látta el.
- Turul-szobros emlékmű[15]